# يوهانس ماير (عسكري)
يوهانس ماير (بالألمانية: Johannes Mayer)‏ هو مهندس ألماني، ولد في 6 سبتمبر 1893 في غرايفسفالد في ألمانيا، وتوفي في 7 أغسطس 1963 في هامبورغ في ألمانيا.